# Пневматолітові родовища
Пневматолітові родовища (рос. пневматолитовые месторождения, англ. pneumatolytic deposits; нім. pneumatolythische Lagerstätten f pl) — родовища, утворені гарячими мінералізованими парами й газами, що відокремлюються від застигаючої в глибинах Землі магми внаслідок пневматолізу.
Формуються при глибинній розкристалізації кислої магми, рідше лужної й ще рідше при затвердінні основної магми. Розжарені пар і гази проникають у верхню застиглу оболонку магматичної маси, а також в перекриваючі її породи й виділяють тут хімічні сполуки, які в них містяться. При цьому формуються ґрейзенові, альбітитові, високотемпературні гідротермальні й метасоматичні змінені пегматитові родовища, що належать до пневматолітової групи. Вони мають форму жил, штокверків і маси неправильних контурів. Розміри таких покладів коливаються в широких межах, досягаючи дек. км. Для пневматолітових родовищ характерне метасоматичне перетворення з виникненням мінералів, що містять у своєму складі леткі елементи (F, В).
Типові мінерали пневматолітових родовищ — кварц, топаз, мусковіт і ін. слюди, альбіт, турмалін, флюорит. Вони утворюють родовища руд рідкісних металів, серед яких найважливіші — родовища руд вольфраму, олова, берилію, літію, особливо поширені в районах розвитку гранітів (олов'яні й вольфрамові родовища Східного Сибіру, Казахстану, Рудних гір у Чехії і ФРН, Малайзії).